# Hydrotaea acuta
Hydrotaea acuta este o specie de muște din genul Hydrotaea, familia Muscidae, descrisă de Stein în anul 1898. Conform Catalogue of Life specia Hydrotaea acuta nu are subspecii cunoscute.